# 개명초등학교
개명초등학교는 대한민국 경상남도 거창군 고제면 수유길 31-10 (개명리)에 있었던 공립 초등학교이다.

## 연혁
- 1940년 4월 10일 고제공립심상소학교 부설 개명간이학교 개교(2년제)
- 1944년 4월 1일 개명공립국민학교 승격(6년제)
- 1945년 4월 10일 개명국민학교로 개칭
- 1971년 1월 5일 손항, 온곡마을 농산국민학교로 학구변경
- 1983년 3월 1일 손항, 온곡마을 농산초등학교 폐교로 학구복귀
- 1996년 3월 1일 개명초등학교로 개칭
- 1998년 2월 20일 제49회 졸업(연 1,318명)
- 1998년 3월 1일 고제초등학교로 통폐합